# Витце (приток Аллера)
Витце (нем. Wietze) — река в Германии, протекает по земле Нижняя Саксония. Площадь бассейна реки составляет 515 км². Длина реки — 41 км.
Название связывают с названием дерева вяз шершавый (wizene). Располагающаяся рядом с рекой деревня, впервые упомянутая в 1220 году как «Witsene» постепенно изменила имя на совпадающее с рекой Витце (Wietze).